# Leenuh Rae
Leenuh Rae (Ciudad de Panamá, 3 de agosto de 1985) es una actriz pornográfica panameña.